# Duško Tošić
Duško Tošić (în sârbă Душко Тошић, pronunțat [dǔʃko tǒʃitɕ, - tôː-]; n. 19 ianuarie 1985, Becicherecu Mare, RS Serbia, RSF Iugoslavia) este un fotbalist sârb care joacă pe postul de fundaș pentru clubul chinez Guangzhou R &amp; F în Super Liga din China. În meciurile internaționale, el reprezintă Serbia.

## Cariera pe echipe

### Cariera timpurie
Născut în Zrenjanin, Tošić și-a început cariera în țara sa natală Serbia, jucând pentru OFK Belgrad înainte de a trece la clubul francez Sochaux, în iarna anului 2006, dar a petrecut numai un sezon și jumătate la club. Cluburi europene din Italia, Germania și Spania s-au interesat de el.

### Werder Bremen
S-a transferat la Werder Bremen pentru sezonul 2007-2008, cu care a semnat un contract până în 2011. La 1 februarie 2010, contractul său cu Bremen a fost reziliat.

### Portsmouth
Tošić a semnat cu Portsmouth pe 12 februarie 2010, dar ca urmare a situației financiare în care se afla Portsmouth, înregistrarea lui Tošić cu Premier League a fost reținută și a fost obligat să părăsească clubul în termen de o lună de la semnarea contractului. Tošić a fost rezervă neutilizată în meciul lui Portsmouth câștigat cu 4-1 în Cupa Angliei, cu Southampton, în februarie, și nu a reușit să joace în niciun meci pentru această echipă. El a semnat un acord de împrumut pe 25 martie 2010 pentru a juca la QPR până la sfârșitul sezonului.

### Steaua Roșie Belgrad
La 7 iulie 2010, a semnat un contract de trei ani Steaua Roșie Belgrad, respingând interesul unor cluburi engleze. La 31 august 2011, s-a anunțat că va fi împrumutat la Real Betis pentru doi ani, cu o opțiune de cumpărare a jucătorului de către Betis. S-a întors la Steaua Roșie în ianuarie 2012.

### Genclerbirligi
La 21 iunie 2012, s-a anunțat că Tošić va părăsi pe Steaua Roșie Belgrad și se va alătura echipei turce de Süper Lig, Gençlerbirliği. A jucat aici timp de trei sezoane și a fost unul dintre cei mai buni jucători din echipă.

### Beșiktaș
La 2 iunie 2015, Tošić a semnat un contract pe trei ani pentru Beșiktaș. Beșiktaș a câștigat titlul în Liga Süper în 2015-2016, precum și în 2016-2017, iar Tošić a jucat pe postul de fundaș stânga.

### Guangzhou R&F
La 18 mai 2018, Beșiktaș a anunțat că Tošić urmează să semneze cu Guangzhou R & F, primind în schimbul său cinci milioane de euro. El a semnat un contract pe doi ani și jumătate, în valoare de 5,8 milioane de euro pe an.

## Cariera internațională
Tošić și-a făcut debutul național împotriva Norvegiei la 15 noiembrie 2006, într-un amical care s-a încheiat la egalitate, scor 1-1.
În iunie 2018, selecționerul Serbiei, Mladen Krstajić, l-a inclus pe Tošić în lotul final de 23 de jucători pentru Campionatul Mondial din 2018. Acolo a jucat în doua meciuri, împotriva statului Costa Rica și Elveției.

## Statistici privind cariera

### Club
Începând cu 4 mai 2019
| Club                           | Sezon         | Campionat | Campionat | Cupă    | Cupă   | Europa  | Europa | Altele  | Altele | Total   | Total  |
| Club                           | Sezon         | Meciuri   | Goluri    | Meciuri | Goluri | Meciuri | Goluri | Meciuri | Goluri | Meciuri | Goluri |
| ------------------------------ | ------------- | --------- | --------- | ------- | ------ | ------- | ------ | ------- | ------ | ------- | ------ |
| OFK Beograd                    | 2002–2003     | 14        | 0         | 0       | 0      | —       | —      | —       | —      | 14      | 0      |
| OFK Beograd                    | 2003–2004     | 25        | 2         | 3       | 0      | 2       | 1      | —       | —      | 30      | 3      |
| OFK Beograd                    | 2004–2005     | 24        | 2         | 1       | 0      | 6       | 1      | —       | —      | 31      | 3      |
| OFK Beograd                    | 2005–2006     | 17        | 2         | 3       | 2      | 2       | 0      | —       | —      | 22      | 4      |
| OFK Beograd                    | Total         | 80        | 6         | 7       | 2      | 10      | 2      | —       | —      | 97      | 10     |
| Sochaux                        | 2005–2006     | 14        | 0         | 1       | 0      | —       | —      | —       | —      | 15      | 0      |
| Sochaux                        | 2006–2007     | 26        | 1         | 9       | 0      | —       | —      | —       | —      | 35      | 1      |
| Sochaux                        | Total         | 40        | 1         | 10      | 0      | —       | —      | —       | —      | 50      | 1      |
| Werder Bremen                  | 2007–2008     | 12        | 0         | 2       | 0      | 6       | 0      | —       | —      | 20      | 0      |
| Werder Bremen                  | 2008–2009     | 9         | 0         | 1       | 0      | 1       | 0      | —       | —      | 11      | 0      |
| Werder Bremen                  | 2009–2010     | 1         | 0         | 0       | 0      | 0       | 0      | —       | —      | 1       | 0      |
| Werder Bremen                  | Total         | 22        | 0         | 3       | 0      | 7       | 0      | —       | —      | 32      | 0      |
| Queens Park Rangers (împrumut) | 2009–2010     | 5         | 0         | 0       | 0      | —       | —      | —       | —      | 5       | 0      |
| Steaua Roșie                   | 2010–2011     | 25        | 1         | 3       | 0      | 2       | 0      | —       | —      | 30      | 1      |
| Steaua Roșie                   | 2011–2012     | 16        | 1         | 3       | 0      | 4       | 0      | —       | —      | 23      | 1      |
| Steaua Roșie                   | Total         | 41        | 2         | 6       | 0      | 6       | 0      | —       | —      | 53      | 2      |
| Betis (împrumut)               | 2011–2012     | 1         | 0         | 1       | 0      | —       | —      | —       | —      | 2       | 0      |
| Gençlerbirliği                 | 2012–2013     | 33        | 1         | 2       | 0      | —       | —      | —       | —      | 35      | 1      |
| Gençlerbirliği                 | 2013–2014     | 28        | 0         | 0       | 0      | —       | —      | —       | —      | 28      | 0      |
| Gençlerbirliği                 | 2014–2015     | 28        | 1         | 3       | 0      | —       | —      | —       | —      | 31      | 1      |
| Gençlerbirliği                 | Total         | 89        | 2         | 5       | 0      | —       | —      | —       | —      | 94      | 2      |
| Beșiktaș                       | 2015–2016     | 15        | 0         | 7       | 0      | 2       | 0      | 0       | 0      | 24      | 0      |
| Beșiktaș                       | 2016–2017     | 26        | 2         | 1       | 0      | 12      | 0      | 1       | 0      | 40      | 2      |
| Beșiktaș                       | 2017–2018     | 25        | 5         | 3       | 0      | 7       | 0      | 1       | 0      | 36      | 5      |
| Beșiktaș                       | Total         | 66        | 7         | 11      | 0      | 21      | 0      | 2       | 0      | 100     | 7      |
| Guangzhou R&amp;F              | 2018          | 13        | 1         | 4       | 0      | —       | —      | —       | —      | 17      | 1      |
| Guangzhou R&amp;F              | 2019          | 4         | 1         | 0       | 0      | —       | —      | —       | —      | 4       | 1      |
| Total carieră                  | Total carieră | 361       | 20        | 47      | 2      | 44      | 2      | 2       | 0      | 454     | 24     |

### La națională
Începând cu 22 iunie 2018
| Serbia | Serbia  | Serbia |
| An     | Meciuri | Goluri |
| ------ | ------- | ------ |
| 2006   | 1       | 0      |
| 2007   | 6       | 1      |
| 2008   | 2       | 0      |
| 2009   | 0       | 0      |
| 2010   | 0       | 0      |
| 2011   | 0       | 0      |
| 2012   | 2       | 0      |
| 2013   | 0       | 0      |
| 2014   | 3       | 0      |
| 2015   | 3       | 0      |
| 2016   | 2       | 0      |
| 2017   | 2       | 0      |
| 2018   | 5       | 0      |
| Total  | 26      | 1      |

#### Goluri la națională
| Gol | Data              | Stadion                                               | Adversar    | Scor | Rezultat | Competiție                     |
| --- | ----------------- | ----------------------------------------------------- | ----------- | ---- | -------- | ------------------------------ |
| 1.  | 17 octombrie 2007 | Stadionul republican Tofiq Bahramov, Baku, Azerbaijan | Azerbaidjan | 1 -0 | 6-1      | Calificările la UEFA Euro 2008 |

## Titluri

### Club
Sochaux
- Coupe de France: 2006-2007

Werder Bremen
- DFB-Pokal: 2008-2009
- Cupei UEFA finalist: 2008-2009

Steaua Roșie Belgrad
- Cupa Serbiei: 2011-2012

Beșiktaș
- Süper Lig: 2015-2016, 2016-2017

### Internațional
Serbia
- Campionatul UEFA sub 21 de ani: finalist 2007

### Individual
- Echipa Campionatului European sub 21 de ani: 2007
- Echipa Campionatului Serbiei: 2010-2011, 2011-2012

## Viața personală
Deși s-a născut în Zrenjanin, Tošić a crescut într-un mic sat numit Orlovat, situat în apropiere. El are aceiași bunici ca Zoran Tošić, de asemenea fotbalist profesionist. El s-a căsătorit cu cântăreața de origine sârbă Jelena Karleuša în iunie 2008 și are două fiice.